# 土橋靖子
土橋 靖子（つちはし やすこ、1956年10月 - ）は、日本の書家。千葉県市川市出身。日本藝術院会員、公益社団法人日展理事、読売書法会最高顧問、公益社団法人日本書芸院理事長、日本書道文化協会副会長、公益財団法人全国書美術振興会常務理事、蛙園会会長、市川市文化振興財団理事長、芝桜会主宰を務める。2003年より朝日新聞社主催「現代書道二十人展」に出品。

## 来歴
1956年千葉県市川市に生まれる。幼少のころより書に親しみ、十代半ばより祖父日比野五鳳の指導を受ける。1975年私立桜蔭高等学校卒業。1979年東京学芸大学教育学部特別教員養成課程 (書道) 卒業。1980年同専攻科 (書道) 修了。卒業後、桜蔭学園、東京都の公立高等学校、東京学芸大学、大東文化大学などで教鞭をとり、同時に書家として活動。

### 書家として
1980年日展初入選。1992年日展特選受賞(1998年2度目の特選受賞)。2003年現代書道二十人展 (朝日新聞社主催) メンバーに選ばれる(以降連続出品)。2007年平成十八年度芸術選奨文部科学大臣新人賞受賞。同年日展審査員初就任。2008年「良寛春秋」で日展会員賞受賞。2015年大東文化大学特任教授就任。2021年3月まで勤める。2016年「墨染」で改組新第三回日展内閣総理大臣賞受賞。2018年「かつしかの里」で日本芸術院賞受賞。2019年市川市文化振興財団理事就任。同年大東文化学園栄誉章受章。2020年市川市文化振興財団理事長就任。2022年書道団体・蛙園会を創立する。同年日本書芸院理事長就任。2024年日本藝術院会員就任。同年読売書法会最高顧問、日本書道文化協会副会長就任。

## 書風
先師であり祖父・日比野五鳳の理念である「清らで品格ある書」を継ぎ、書の古典・古筆を基礎に、伝統をふまえた風趣に富む書の世界を目指す。近年は特に、漢字・仮名のジャンルを超えた今日的な「和の書」の創造を目指し、新しい書表現を模索し研鑽を続ける。

## 著書(単著)
- 『万葉集を書く　かな書篇』 可成屋　2008年
- 『おとなの手習い　かな書道入門』 芸術新聞社　2010年
- 『おとなの手習い　風流のかな』 芸術新聞社　2012年

## 監修
文部科学省検定教科書高等学校「書道」（教育図書）

## 個展
現在に至るまで、5回の個展を開催。
1996年 土橋靖子書作展(於 : 銀座かねまつホール)
2010年 土橋靖子書作展(於 : 東京銀座画廊)
2016年 土橋靖子書作展「和を紡ぐ」(於 : 日本橋髙島屋)
2019年 土橋靖子書作展「回帰・感謝・誠の花へ」(於 : 市川市芳澤ガーデンギャラリー)
2023年 土橋靖子書展「和漢の調べ」(於 : 日本橋髙島屋)